# Margarida Aldobrandini
Margarida Aldobrandini (em italiano Margherita Aldobrandini; Capodimonte, 29 de março de 1588 – Parma, 9 de agosto de 1646), era uma nobre italiana que tornou-se duquesa consorte de Parma, e regente do ducado de 1626 a 1628.

## Vida
Margarida era a filha mais velha de Gianfrancesco Aldobrandini e Olímpia Aldobrandini, neta do ṕapa Clemente VIII. Casou com Rainúncio I Farnésio, Duque de Parma, em 7 de maio de 1600 em Roma para selar a paz entre as famílias Aldobrandini e Farnésio, com o próprio Papa a presidir à cerimónia. O casamento garantiu a Rainúncio um rico dote bem como a independência do seu ducado que, formalmente, ainda era um feudo da Igreja confiado aos Farnésio. Rainúncio tinha então 30 anos e Margarida apenas 11, pelo que a noiva só concebeu um filho dez anos após o casamento. Dada esta situação, e atendendo à sua natureza supersticiosa, Rainúncio convenceu-se que a sua jovem mulher estaria sob os efeitos de maldições e bruxaria. Uma rápida investigação concluíu que Cláudia Colla (uma antiga amante do duque) e a mãe (conhecida por 'le Romane') teriam lançado um feitiço e foram julgadas e condenadas por feitiçaria. O primeiro filho do casal, Alexandre, nasceu finalmente em 1610, mas era surdo. Em 1612, nasceu Eduardo, logo seguido, em 1615, por Maria e por Vitória em 1618. Finalmente, já em 1619, nasceu Francisco Maria, um futuro cardeal.
Um casamento político, como a maioria dos casamentos na família Farnésio, revelou-se uma união infeliz, uma vez que Margarida não era propriamente bela, apesar de devotada ao marido, um homem azedo e dissoluto que teve várias amantes e muitos bastardos.
Rainúncio morreu em 5 de março de 1622 e o seu herdeiro, Eduardo, governou primeiro sob a regência do tio, o cardeal Eduardo Farnésio e depois, quando este morreu, sob a regência de Margarida, sua mãe, até atingir os 16 anos. A duquesa viúva continuou a viver na corte até à sua morte, em 1646, ano em que também ocorreu a morte de Eduardo.

## Descendência
Margarida e Rainúncio tiveram 5 filhos:
- Alexandre (Alessandro);
- Eduardo (Odoardo);
- Maria Catarina (Maria Catterina), casou com Francisco I d'Este;
- Vitória (Vittoria) (1618–1649), casou com o cunhado, Francisco I d'Este, após o falecimento da irmã;
- Francisco Maria (Francesco Maria), o último dos Farnésio a ser ordenado cardeal em 1645.